# 山东省城际轨道交通网
山东省城际轨道交通网，又称山东半岛城市群城际轨道交通网，是一个覆盖山东全省的“三横三纵”为形式的逐步完善中的城际轨道交通网络，20万人以上规模的县(区)级城市覆盖率达85%。
2011年7月14日，国家发改委批复《环渤海地区山东半岛城市群城际轨道交通网规划（2011-2020年）》。
2014年4月28日，国家发改委批复《环渤海地区山东半岛城市群城际铁路规划（2011-2020年）（调整）方案》。
2019年2月18日，《环渤海地区山东半岛城市群城际铁路网规划（2019—2035）》评审会议在济南召开。

## 三横三纵

### 三纵
- 京沪通道：德州—济南—泰安—曲阜—枣庄
- 东部沿海通道：威海—烟台—青岛—日照
- 京九沿线通道：临清—聊城—菏泽

### 三横
- 中部通道：聊城—济南—青岛
- 北部通道（环渤海通道）：德州—滨州—东营—烟台—威海
- 南部通道：菏泽—济宁—临沂—日照

## 线路概况

### 运行线路
- 京沪高铁（山东段）
- 青荣城际铁路
- 石济客运专线
- 济青高速铁路
- 胶济客运专线
- 青盐铁路（山东段）
- 潍莱高速铁路
- 日兰高速铁路（山东段）
- 济莱高速铁路
- 济郑高速铁路（山东段）